# Barry Schwartz (psychologue)
Pour les articles homonymes, voir Barry Schwartz.
Barry Schwartz (né le 15 août 1946) est un psychologue américain. Il est professeur honoraire d'action et de théorie sociales au Swarthmore College. 

## Biographie
Schwartz est titulaire d'une licence de l'Université de New York (1968) et d'un doctorat de l'université de Pennsylvanie (1971).
Il est un collaborateur régulier au New York Times[réf. souhaitée].

## Publications
- Why We Work, Simon & Schuster/TED, 2015.  (ISBN 9781476784861)[1]
- The Paradox of Choice: Why More Is Less (en), Ecco, 2004.  (ISBN 0-06-000568-8),  (ISBN 0-06-000569-6)
- Psychology of Learning and Behavior, avec Edward Wasserman (en) et Steven Robbins
- The Costs of Living: How Market Freedom Erodes the Best Things in Life, Xlibris Corporation, 2001.  (ISBN 0-7388-5251-1)
- Learning and Memory, avec Daniel Reisberg (en)
- The Battle for Human Nature: Science, Morality and Modern Life
- Behaviorism, Science, and Human Nature, avec Hugh Lacey, W. W. Norton & Company, 1983.  (ISBN 0-393-01585-8)
- Practical Wisdom, avec Kenneth Sharpe, Riverhead, 2010,  (ISBN 978-1594487835)